# Perras callejeras
Perras callejeras és una pel·lícula espanyola estrenada el 1985, dirigida per José Antonio de la Loma qui, en el marc del gènere cinematogràfic denominat cinema quinqui, va intentar crear la variant femenina de la cinta Perros callejeros, també rodada per ell mateix el 1977. Ha estat doblada al català.

## Argument
Crista, Berta i Sole, són tres joves que se senten explotades i discriminades per la societat. Crista (Teresa Giménez) ha de suportar un padrastre borratxo i inútil, que l'obliga a robar. Berta (Sonia Martínez) surt de la presó després de complir condemna per un crim que no va cometre, i és abordada per un proxeneta que la vol ficar en la prostitució. Sole (Susana Sentís) està malalta i enganxada en la droga i necessita més i més diners. I per això, armades amb navalles, les tres dones comencen a assaltar en carrers foscos als vianants, però el botí és escàs, per la qual cosa decideixen emprendre alguna cosa una mica més important.

## Repartiment
- Sonia Martínez: Berta
- Teresa Giménez: Crista
- Susana Sentís: Sole
- Gabriel Renom: Carlos
- Martín Garrido: Miguel
- Joan Borràs: Don Epi
- Alfred Lucchetti: Comissari
- Tony Isbert: Manolo
- Luis Cuenca: Advocat

## Producció
L'actriu Teresa Giménez va participar en dues pel·lícules més del cinema quinqui dirigides per José Antonio de la Lloma. En Perros callejeros II de 1979 era la promesa d'Ángel Fernández Franco, àlies El Torete. En Yo, «el Vaquilla» de 1985 era la mare del Vaquilla de nen interpretat per Raul García Losada.